# 片桐直貞
片桐 直貞（かたぎり なおさだ、1521年-1591年）は、戦国時代の武将。通称孫右衛門、肥後守。片桐且元の父 。

## 略歴
浅井氏家臣・片桐為重の子で、浅井備前守長政に仕えた。
天正19年（1591年）11月17日に死去。享年70（69とも）。法名一斎 。